# Cyclops smirnovi
Cyclops smirnovi – gatunek widłonoga z rodziny Cyclopidae. Pierwszy opis gatunku ukazał się w artykule radzieckiego hydrobiologa Wiaczesława Michajłowycza Ryłowa (1889–1942) opublikowanym pośmiertnie w 1948 roku.